# Shay Murphy
Eshaya „Shay“ Murphy (* 15. April 1985 in Canoga Park, Los Angeles, Kalifornien) ist eine US-amerikanische Basketballtrainerin und ehemalige -spielerin.

## Leben und Karriere
Vor ihrer professionellen Karriere in der WNBA spielte Murphy von 2003 bis 2007 College-Basketball für die University of Southern California. Sie wurde beim WNBA Draft 2007 an 15. Stelle von den Minnesota Lynx ausgewählt, für die sie eine Saison lang spielte. Danach stand sie bei Detroit Shock (2008), den Washington Mystics (2008), Indiana Fever (2009–2010), Chicago Sky (2010–2013), Phoenix Mercury (2014 und 2017) sowie den San Antonio Stars (2017) unter Vertrag. Mit Phoenix Mercury gewann sie 2014 die WNBA-Meisterschaft.
In der WNBA-Off-Season spielte Murphy für diverse Vereine im Ausland. Seit 2021 arbeitet sie als erste Afroamerikanerin als Assistenztrainerin für die Los Angeles Lakers.